# Mike Ward (Politiker, 1951)

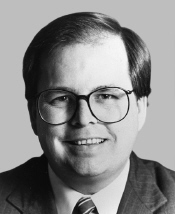
Mike Ward

Michael Delavan „Mike“ Ward (* 7. Januar 1951 in White Plains, New York) ist ein US-amerikanischer Politiker. Zwischen 1995 und 1997 vertrat er den Bundesstaat Kentucky im US-Repräsentantenhaus.

## Werdegang
Nach der Atherton High School studierte Mike Ward bis 1974 an der University of Louisville. Danach war er im Handel tätig. Gleichzeitig begann er als Mitglied der Demokratischen Partei eine politische Laufbahn. Von 1985 bis 1989 war er Mitarbeiter in der Kreisverwaltung des Jefferson County. Zwischen 1989 und 1993 saß er als Abgeordneter im Repräsentantenhaus von Kentucky.
Bei den Kongresswahlen des Jahres 1994 wurde Ward im dritten Wahlbezirk von Kentucky in das US-Repräsentantenhaus in Washington, D.C. gewählt, wo er am 3. Januar 1995 die Nachfolge von Romano L. Mazzoli antrat. Da er bei den folgenden Wahlen im Jahr 1996 gegen Anne Northup von der Republikanischen Partei verlor, konnte er bis zum 3. Januar 1997 nur eine Legislaturperiode im Kongress absolvieren.
Nach seinem Ausscheiden aus dem US-Repräsentantenhaus arbeitete Ward für das Friedenscorps. Zwischen 2001 und 2005 war er Gastgeber einer Radio-Talkshow in Louisville. Heute ist er Manager der Saint Consulting Group.